# Yuknoom Tookʼ Kʼawiil
Yuknoom Tookʼ Kʼawiil – władca Kaan (nazywanego też „Królestwem Węża”) z ośrodkiem w Calakmul. Zasiadł na tronie 3 kwietnia 698. Jego córka Ti’ Kaan w 721 poślubiła Yajaw Te’ K’inich z Sak-Nikte’. Jego następcą został Wamaw K’awiil około 736 roku.